# Museo del Monasterio de las Conceptas

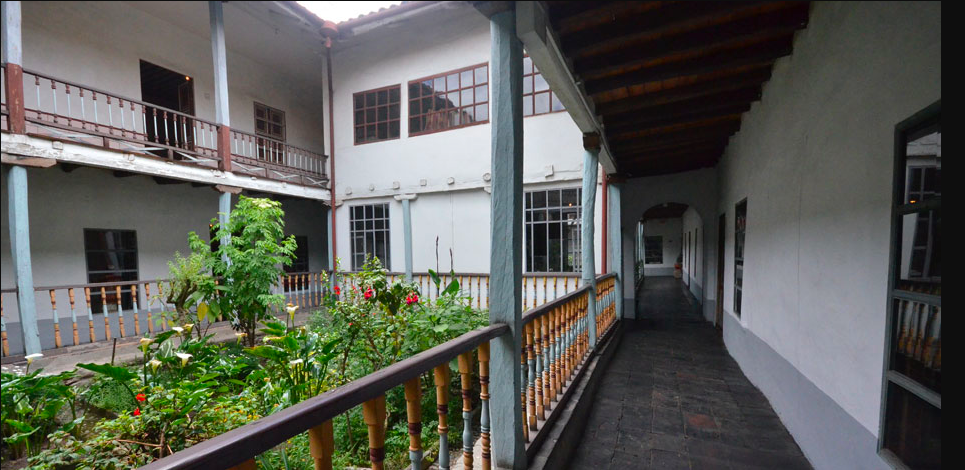
Espacio verde dentro la edificación, usado para observar la naturaleza, y en otras áreas cultivar para consumo.

El Museo del Monasterio de las Conceptas tiene su inicio en 1561 en la ciudad de Cuenca, en la forma de un monasterio femenino, que con el pasar de los años ha evolucionado a lo que es en la actualidad, un museo, lleno de colecciones pictóricas en donde su expresión artística se encuentra plasmada la ciudad que la acoge, donde se presentan cuadros de diferentes tamaños, colores y materiales,  que por su misma composición inducen al espectador a otra época.

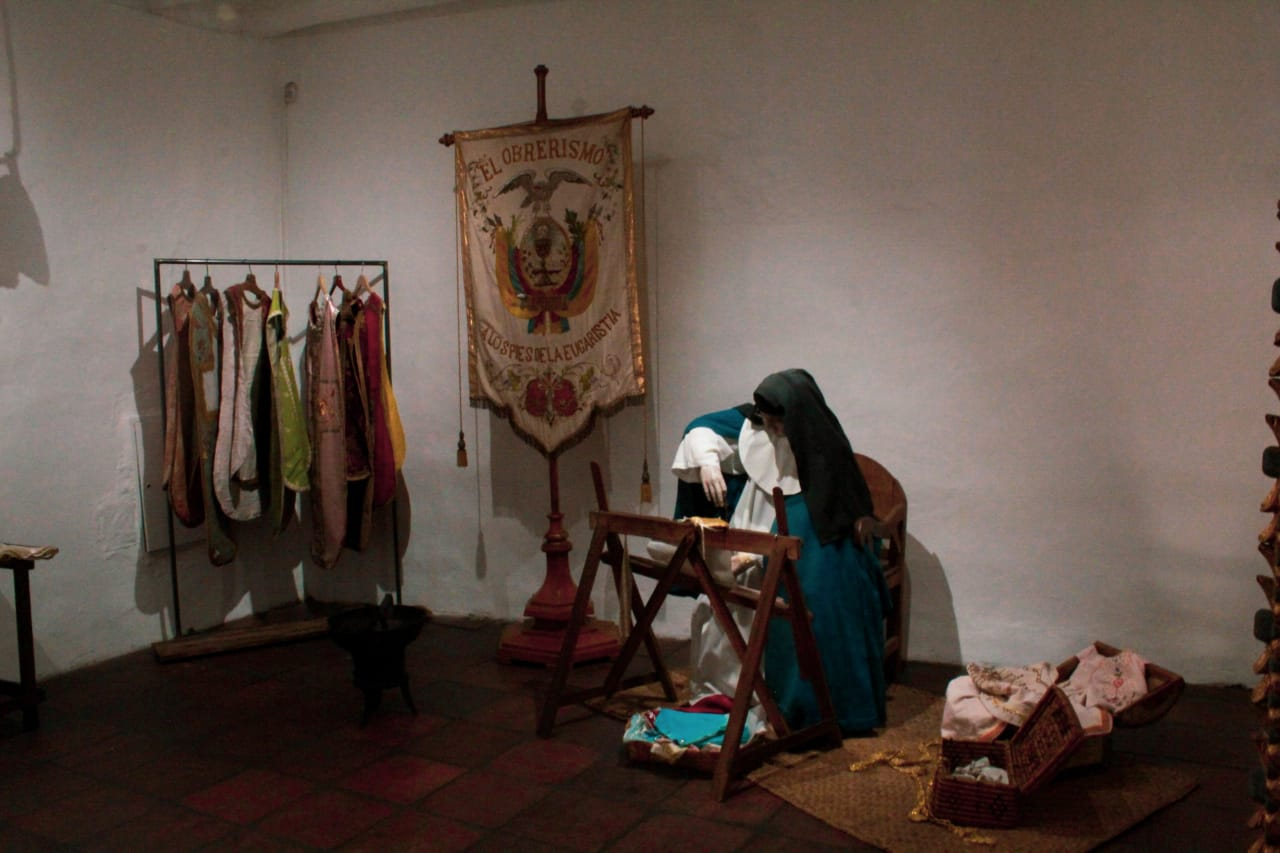
Representación Trabajo de bordado de las Religiosas del Museo de las Conceptas

## Formación del Museo de las Conceptas
Tras 40 años de la fundación de la ciudad de Cuenca por los españoles, ya se exigía un claustro femenino en donde puedan ingresar las hijas o descendientes de los conquistadores. Sin embargo, los fondos económicos para la fundación del convento provenían en su mayoría de limosnas de los ciudadanos y una suma considerable pero no representativa por parte de un sacerdote anónimo. No fue hasta que Andrés Hurtado de Mendoza solicitó al virrey Luis de Velasco donaciones para lograr la fundación completa de un monasterio en la ciudad. El primer paso lo dio, Leonor Ordóñez, viuda de Benito de Mendaña (tesorero del Cabildo), que en su testamento dejó un cierto número de sus casas como aporte para la fundación del convento. Estas propiedades se encontraban valoradas en 4.250 pesos, y la única condición para que la fundación las tuviera era que sus tres hijas tendrían que ser aceptadas en el claustro.
El claustro desde su comienzo tuvo una gran acogida en la sociedad cuencana, dentro de ese contexto se registraron en la ciudad un gran número de profesiones, al mismo tiempo que ingresaban jóvenes de altos estratos sociales, por consiguiente, se dio un enorme desarrollo económico del monasterio.

## Desarrollo de la Vida Monástica
Leonor Ordóñez, Geronima y Ángela de Amendaña son las primeras religiosas en haber tomado el hábito en la ciudad de Cuenca. Junto con Magdalena de San Juan, tres monjas de Quito, Leonor de la Trinidad y Catalina del Espíritu Santo formaron el Monasterio de la Concepción de Cuenca. El hábito era de color blanco, manto azul, escapulario con una insignia de la Virgen, estilo que se mantiene casi intacto hasta la actualidad, ya que solo se le añadió un medallón ovalado con la imagen de la Inmaculada Concepción, este atuendo sigue acompañado por sandalias y una toca blanca. En sus inicios no había un número concreto de religiosas y no era obligación la vida común, cada una vivía en su celda junto con una o dos sirvientas, solo los jueves en la hora santa se reunían todas las religiosas de la comunidad para convivir, modalidad que se elimina después de que se implementa la vida comunitaria en el siglo XVIII. Con aquella medida se logró un mejor control sobre las personas que vivían en el claustro, al igual que tuvieron que adecuarse espacios físicos de la estructura para satisfacer necesidades básicas como cocina, refectorios, enfermería, ropería, etc.
El requisito básico para las aspirantes a entrar en el convento era, ser jóvenes y solicitar una vacante. Sin embargo, desde el momento que la Comunidad adquirió prestigio, quienes la dirigían se dieron cuenta de que mientras más personas ingresaban, más aportes económicos tenía el convento. Luego, con las reglas del papa Julio II sobre la vida monástica, los primeros años fueron de pobreza. El rey aportaba una pequeña suma fija, la cual apenas cubría los gastos, y es aquí cuando aparecen las dotes que las religiosas realizaban para mejorar su situación, que junto con las donaciones de los patronos ayudaban a mantener en vida al monasterio, es así que a partir de 1601 la Real Audiencia de Quito dictaminó la entrega de tierras a favor de los monasterios.
En su primer siglo de existencia la comunidad cuencana, contaba con valores metálicos y joyas, además de propiedades tanto urbanas como rurales que ponían en arrendamiento, y ganaban dinero que luego era prestado bajo intereses, lo que para entonces convierte a Cuenca en una ciudad bancaria. Las concepcionistas tuvieron su periodo de mayor auge en 1712, cuando la abadesa Sebastiana de San Juan incrementa los fondos de los monasterios y emprendió en una serie de mejoras, al igual que obras para el atesoramiento artístico. Quien administraba esos recursos del monasterio era un mayordomo que veía las propiedades, lo cual las religiosas no podían hacer por su aislamiento, sin embargo hubo un momento de crisis, donde las religiosas se vieron obligadas a vender sus joyas para subsistir.
A partir de la Revolución Liberal, quienes más se beneficiaron de las propiedades eclesiásticas fueron los de la Asistencia Pública, que finalmente pasó a administrar los ingresos económicos del monasterio, a sujeción del Estado, y esto obliga una vez más a que las religiosas realicen nuevas construcciones para arrendar y ayudarse en su supervivencia.

## Construcción del Monasterio

Escultura de San Pedro de Alcántara

Desde su creación, se han realizado varios cambios en toda la edificación del monasterio. Existen libros que registran los gastos que se han realizado por más de 400 años desde la existencia del claustro, al igual que la razón de la creación de nuevas edificaciones.
Durante el siglo XVII se dieron los cambios más importantes en la infraestructura, ya que la ciudad vivió un auge económico, esto debido al convento, pero de igual forma al estilo de vida de la comunidad, acompañado del entusiasmo de nuevas abadesas (edificaciones, decoraciones del convento e iglesias, adquisición de nuevos ornamentos, obras de arte y artesanías). Sin embargo, a comienzos del siglo XIX el Monasterio entra en una decadencia estructural, lo que deriva en nuevas exigencias de arreglos y construcciones por parte de los obispos. En el año de 1846, se da la primera orden de edificar un cementerio para las religiosas del Monasterio, ya que hasta esa fecha se las inhumaba en el subsuelo de la iglesia, pero esta disposición no fue cumplida hasta años posteriores. Luego de tres años se pide la construcción del noviciado y la enfermería que si son cumplidas. No fue hasta 1875 que finalmente inician los trabajos para la construcción del nuevo cementerio para las religiosas, este proyecto culmina en 1877.
A partir de 1928, tras malas administraciones económicas, las religiosas deciden temporalmente cambiar la administración de la enfermería, dividendo el edificio en una serie de pequeñas viviendas para ser arrendadas a la ciudadanía y así contar con nuevos ingresos para subsistir.

## Evolución de las Colecciones
El convento a pesar de tener muchos años de existencia se caracterizó por recibir ricas dotes y donaciones, que en su contexto social y económico le daban un trato especial. En su interior se guardan grandes obras de arte, muebles, joyas y cristalería, que estuvo casi siempre oculta el mundo externo.
Recién en la década de los 60 del siglo XX se empieza a exponer estos tesoros al público, ya que por órdenes monásticas permanecían fuera de vista. Siendo así, en 1966 unas cuantas piezas del monasterio salen por primera vez y forman parte de una exposición que recorre algunas ciudades Estados Unidos. Luego con motivo, del IV Congreso Eucarístico Nacional, realizado en Cuenca, en el año 1967, se abren los claustros, y por primera vez el público cuencano y visitantes de fuera pueden conocer y admirar, tanto el interior de los edificios como las colecciones que allí se guardaban, sin embargo al finalizar el congreso los monasterios volvieron a cerrar sus puertas al público y se dio paso a realizar prolijos inventarios de los bienes en caso de que las puertas fueran abiertas nuevamente. Se dieron casos excepcionales donde las puertas eran abiertas a público selecto solo por autorización del obispo con fines de investigación.
El resultado de estas visitas tuvo un impacto negativo ya que al exponer los secretos de monasterio se dieron una serie de robos de algunas piezas artísticas de alto valor. Razón por la cual cada vez que había visitas, las religiosas se mantenían a modo de vigilia para controlar a los visitantes, esto incomodaba a los espectadores y provocó una disminución de concurrentes.
A inicios de la década de los 80, finalmente se generó un proyecto de restauración en el monasterio para convertirlo en un museo, este proyecto era llevado a cabo por dos jóvenes arquitectos cuencanos, Edmundo Iturralde y Gustavo Lorrelt, que gracias al entusiasmo del arquitecto Hernán Crespo Toral, se convierte en una realidad, ya que para aquel entonces el cuencano ocupaba la dirección Nacional de los Museos del Banco Central.
Dentro de este proyecto se restaura la enfermería del claustro lo que permitió que se abrieran las puertas a la calle Hermano Miguel, donde ya existían pequeñas viviendas que se rentaban, lo cual tuvo que cerrarse para que el edificio principal recuperara su forma original. Estas viviendas se convirtieron en salas de exposición del mismo museo, que luego pasarían a ser símbolo de la ciudad. Desde este momento las colecciones de arte pasaron a formar parte del fondo artístico del museo, la cual sigue perteneciendo a las religiosas pero no son administradas por ellas.
En 1986 la Junta Monetaria del Ecuador hizo una donación para que el museo pudiera solventar sus gastos y, contra la costumbre local, se cobraría una entrada simbólica a los visitantes. El 3 de noviembre del mismo año el museo abre sus puertas al público de forma permanente y desde 1988 la dirección del museo definió compartir los ingresos provenientes de las entradas con las religiosas, política que se mantiene hasta la fecha, y en un gesto de retorno las religiosas conocidas como “conceptas” entregaron 470 piezas del museo, que se clasificaron en principalmente en pinturas y esculturas, luego vestidos, ornamentos, muebles, bargueños, baúles, arcones, armarios que en su conjunto sólo enriquecen la colección. En menor cantidad pero de alto valor se recibió colecciones de porcelana, cerámica, cristal y opalina al igual que unas pocas pero conmovedoras miniaturas elaboradas por jóvenes que decidieron abandonar el mundo para refundirse en el claustro.

## El Museo en la actualidad
Actualmente el Museo del Monasterio de las Conceptas, cuenta con 24 salas; 8 de estas se encuentran en la planta baja, donde se brinda información sobre el convento, su restauración, y cómo se desarrolla la vida cotidiana de las religiosas.  En este mismo piso también se presentan fotografías de Gustavo Landívar que muestran las diferentes actividades del claustro, como, la oración, elaboración de hostias, pan, agua de pitimas (bebida curativa). Por el cuarto centenario de su fundación en 1999, se añadieron dos salas de exposición permanente con obras del artista René Pulla y donaciones de las religiosas. Adicionalmente se presenta una sala que es la celda del convento, y la otra con un cuarto de trabajo con dos esculturas de monjas conceptas e imágenes de vestir.
En el segundo piso, hay una sala de iconografía denominada Mariana, y la capilla de la enfermería del monasterio, que aún se conserva con su altar y tabernáculo al igual que un pan de oro. El museo también posee dos salas temáticas de la vida conventual, que han servido para recibir obras que al principio se quería que sean de la misma línea etnográfica-cultural pero después se apertura a ser sede para Bienales.Lo que era el cementerio del claustro, se conserva como auditorio del museo, en el que se realizan diferentes actividades como conciertos, presentaciones literarias, ciclos de cine, etc.

## Más allá del Museo
En anteriores momentos el Monasterio cumplió con funciones vinculadas a lo espiritual, que en parte aun en la actualidad se realizan. Durante toda su existencia de modo activo  contribuye a la sociedad cuencana poniendo en venta pequeños productos elaborados por las religiosas con el fin de tener un ingreso. El Monasterio de la Concepción poco a poco con sus producciones artísticas logró insertarse en la imagen cuencana. El museo en la actualidad es uno de los mayores centros de atracción para los turistas que llegan a ciudad, no solo por constituir un testimonio vivo del pasado, sino también por seguir siendo parte activa de la existencia de la ciudad.

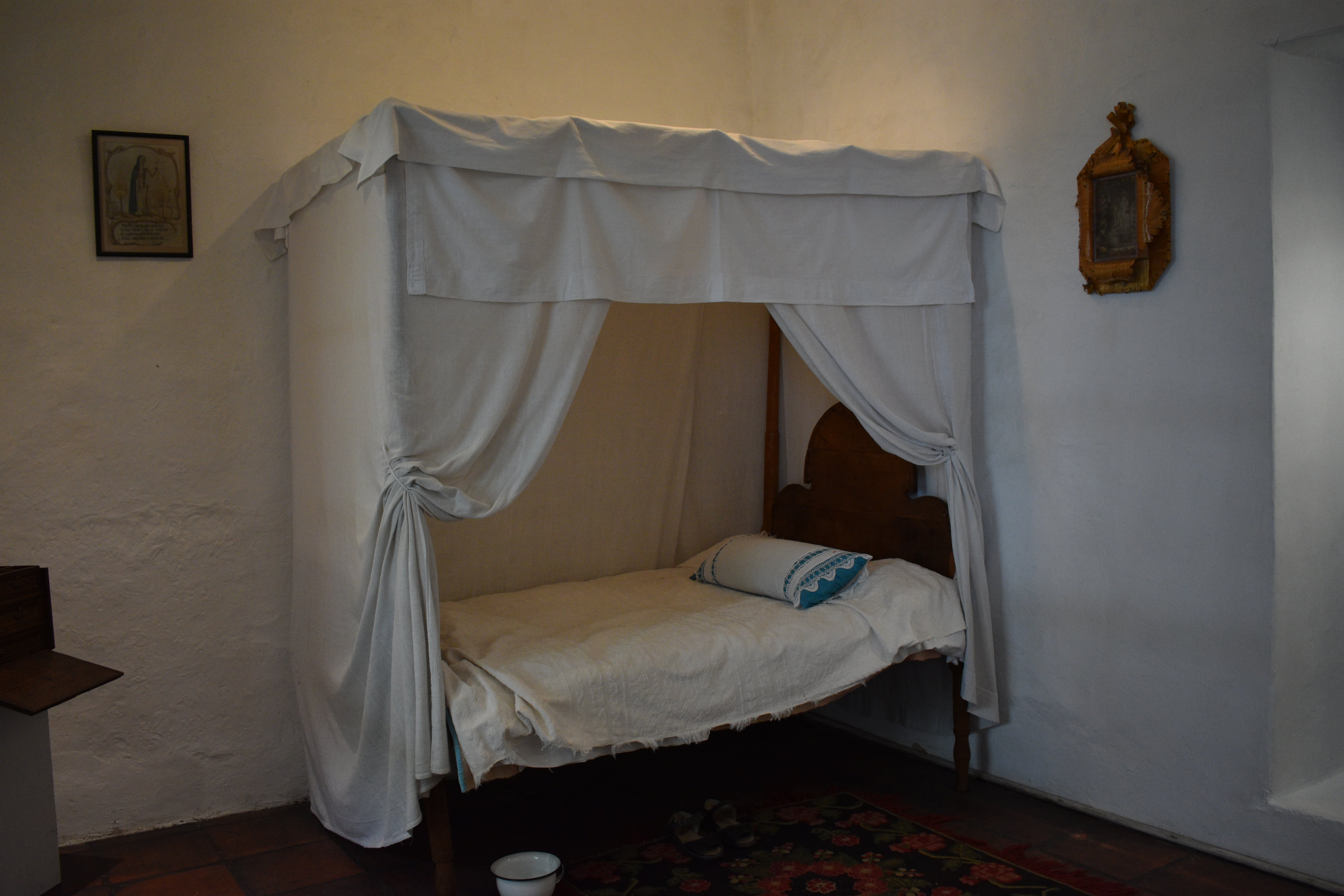
Sala de la celda de las jóvenes aspirantes al convento.

## Salas

#### Sala de la Celda
La celda constituía el microcosmos íntimo de las religiosas, duplicaba y sobre determinaba la personalidad de quien la habitaba. Era una construcción pero también una habitación, un hogar que resguardaba en un sentido profundo, era el simbolismo fundamental de la intimidad. Estas monjas que vivían cómodamente, que adornaban sus atuendos o financiaban las fiestas de santos e su preferencia, proyectaban su posición social dentro y fuera del monasterio.Dentro de la habitación se encontraba una cama sencilla y al pie de esta una bacinilla, una lavacara para poder lavarse las manos, un altar para el santo de su devoción, un Cristo,una mesa con instrumentos con los cuales las monjas Conceptas se flagelaban, esto era una  forma de templar el espíritu y ofrecer el dolor a Dios, un rosario para rezar, una caja para guardar sus secretos, un altar para la Virgen María  y finalmente una silla .La celda siempre era individual, antes las monjas entraban a los monasterios con su séquito de sirvientas.  

#### Sala: Bordando Fe

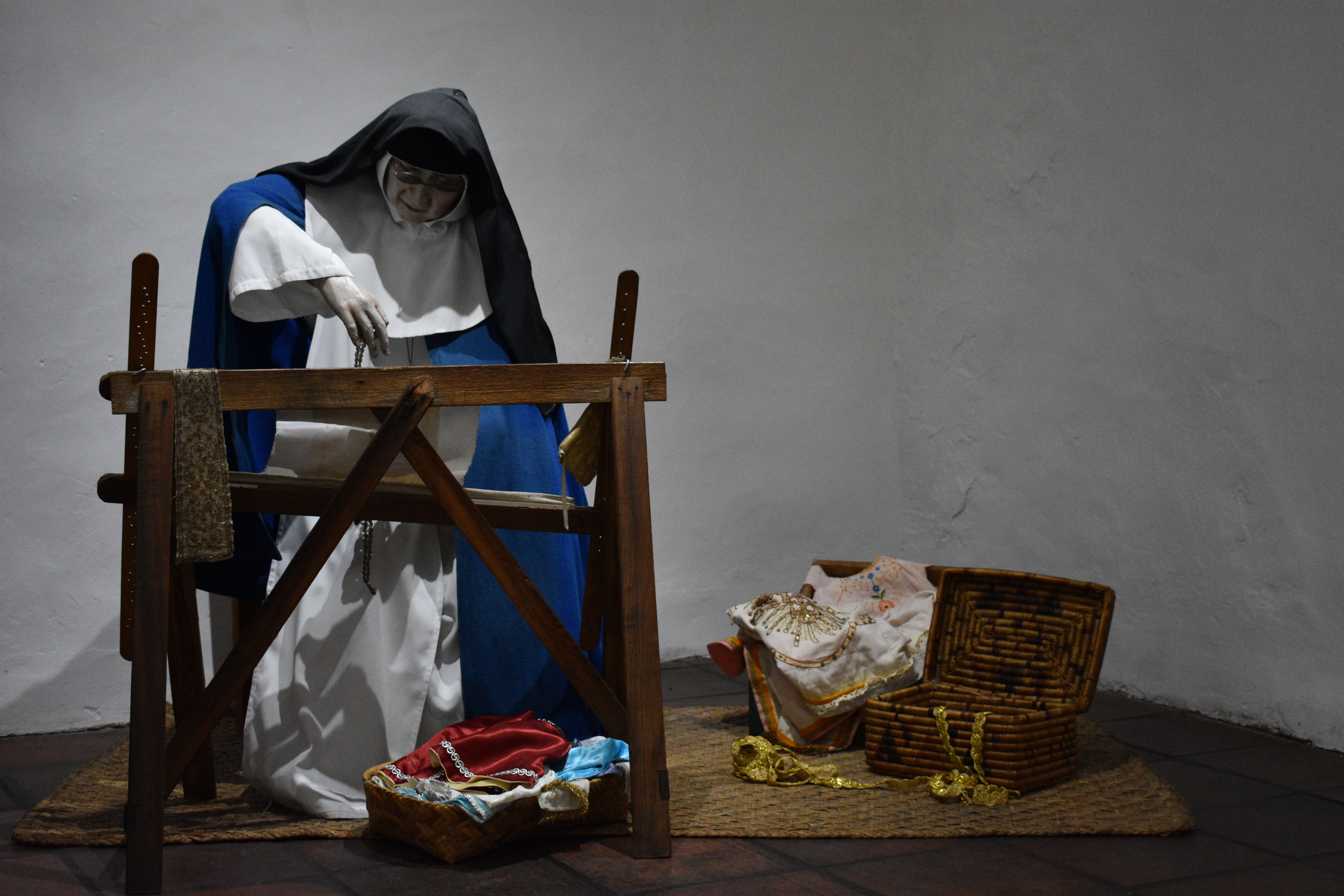
Sala: Bordando Fe

La sala reúne una valiosa colección de bordados que demuestran la importante labor que realizan las madres Conceptas dentro del monasterio. Al observar estas muestras se descubre el arte y la fe. Los valores religiosos y humanos son expresados mediante diferentes colores, formas e imágenes. Los bordados se realizaban para vestir a los sacerdotes, para adornar la de la iglesia y  a los santos. Los materiales que utilizaban las madres eran  pequeños telares donde se ponía la muestra, se pegaba el papel y se bordaba. Los bordados eran hechos con tela de seda, hilos de plata y oro.  

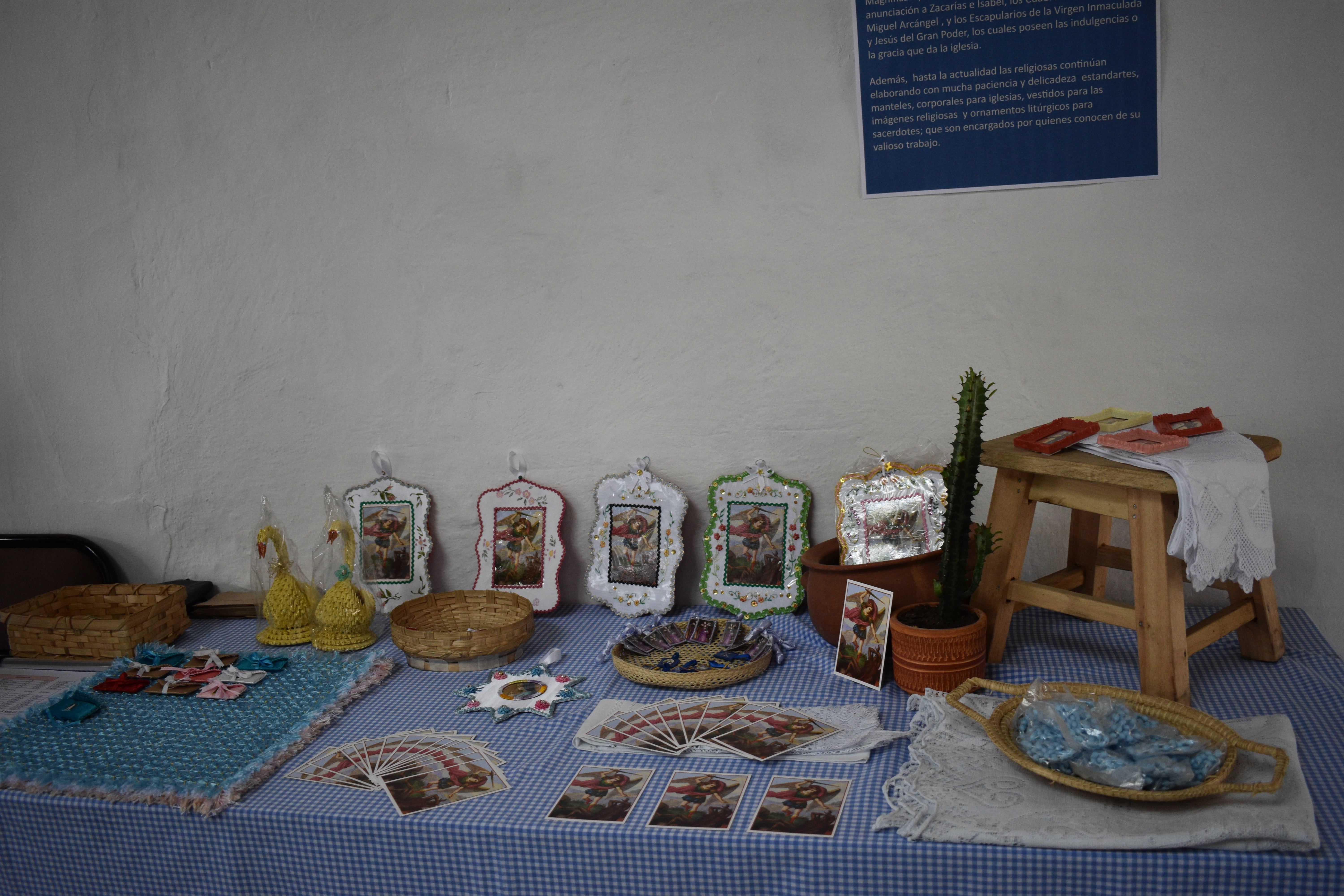
detentes y bordados de la madres Conceptas

Las Conceptas elaboran día a día bordados tradicionalmente conocidos como: detentes que llevan el corazón de Jesús, se tiene la creencia que estos protegen de todo mal, las carteras con el Magnificant que traen la oración de la visita del ángel de la anunciación a Zacarías. 
Durante 400 años las monjas han realizado bordados que les han permitido tener ingresos para poder vivir, actualmente las religiosas continúan elaborando con mucha paciencia y delicadeza estandartes, manteles, corporales para iglesias, vestidos para las imágenes religiosas y ornamentos litúrgicos para sacerdotes; que son encargados por quienes conocen su valioso trabajo. 
Se imparten talleres semanales de bordado en el museo de las Conceptas para aquellas personas que deseen aprender los puntos de bordado que las monjas usaban y usan en su arte. Los bordados son obras de arte que permite  a cada asistente a través del taller  presenciar un ambiente recreado para vivir la actividad de costura que tenían las monjas.

#### Confitería y Elaboración de Pan

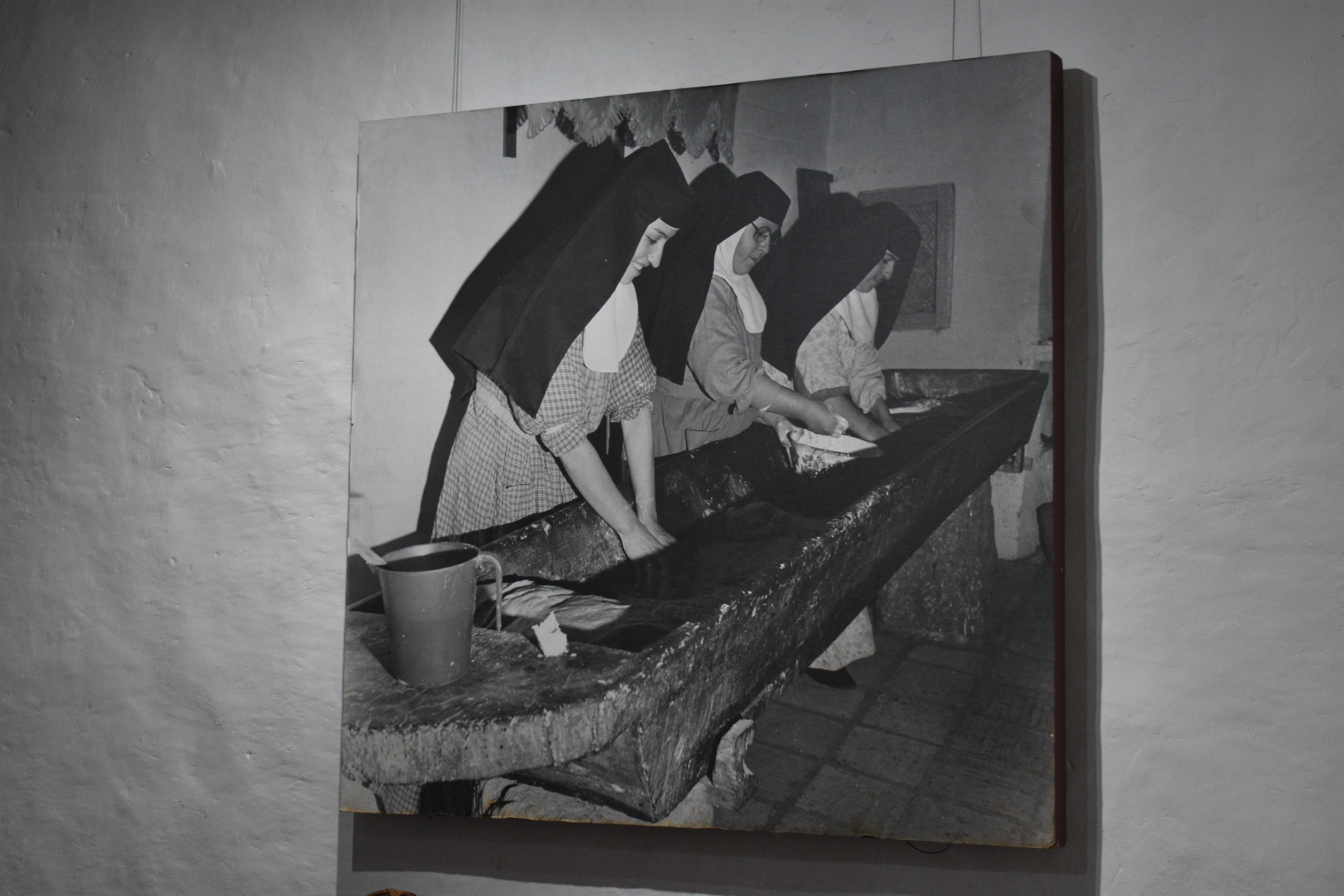
Confitería

El convento de las madres Conceptas realiza dulces desde el tiempo de la colonia y continúan realizando hoy en día. Entre los dulces que venden están: quesadillas, alfajores, hostias,roscas entre otros. La venta de los dulces permitía a las madres tener ingresos para poder subsistir, hoy se pueden adquirir estos deliciosos dulces en el monasterio ubicado en la calle Presidente Córdova. 
En el museo de las Conceptas nace una de las primeras panaderías de pan de trigo, se instala  en el convento los primeros hornos de leña traídos de Europa.  Las madres amasaban el pan en una batea grande de madera tal como se ve en la fotografía. El barrio de Todos Santos es el primer barrio de las panaderías de Cuenca (Ecuador) y hoy en día es parte de la cultura y tradición de la ciudad.

#### Sala de Juguetes

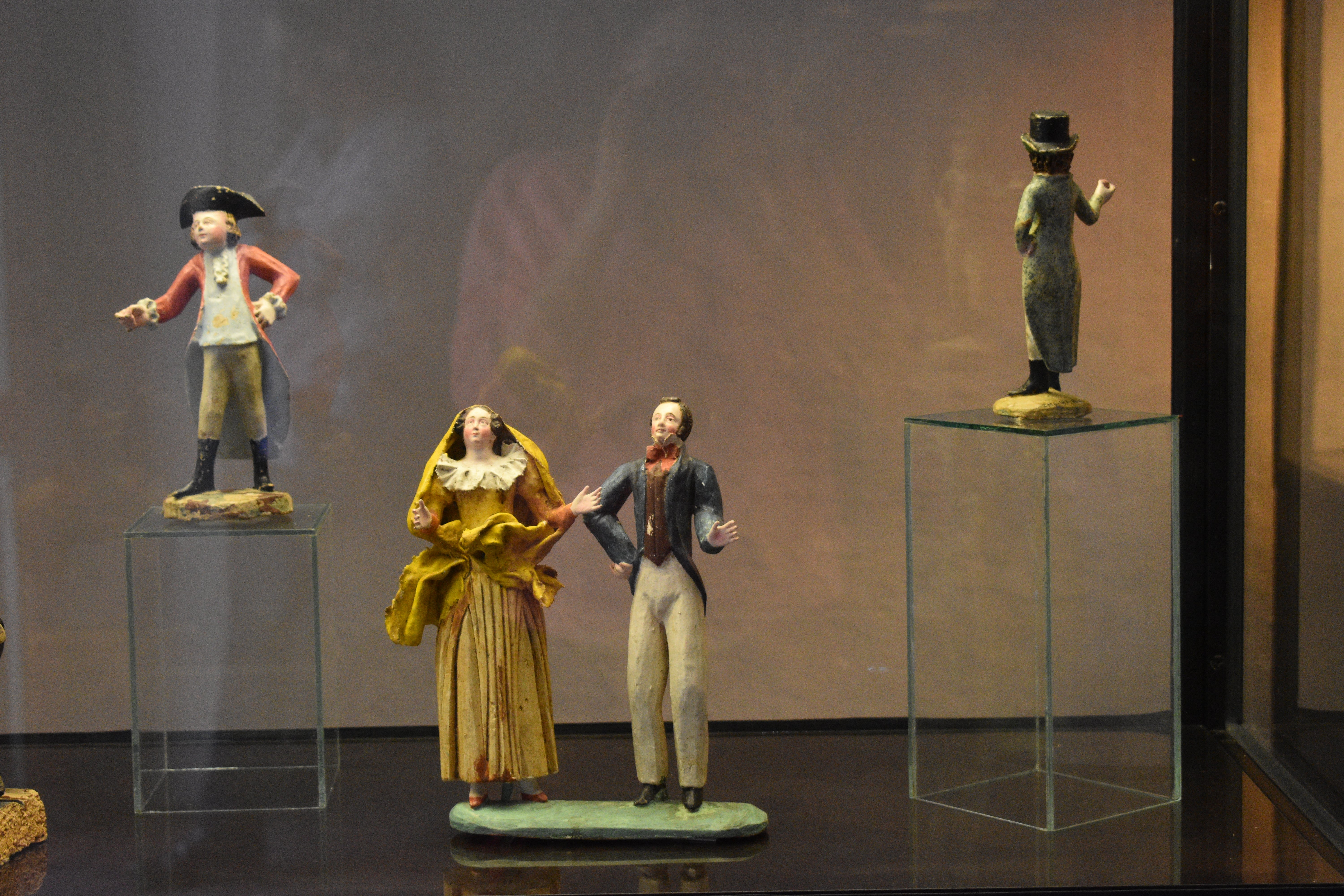
Antonio José de Sucre con su esposa

Las niñas que ingresaban al convento bordeaban los ocho años de edad razón por la cual no conocían el mundo o lo conocían muy poco.  Las figuras permitían a las niñas conocer lo que pasaba fuera del convento, estas figuras representaban a la sociedad del siglo XIV hasta  el siglo XIX. En la fotografía se puede observar a Antonio José de Sucre (héroe Venezolano) junto a su esposa quiteña la marquesa de Solanda, un personaje español y un personaje mestizo. 

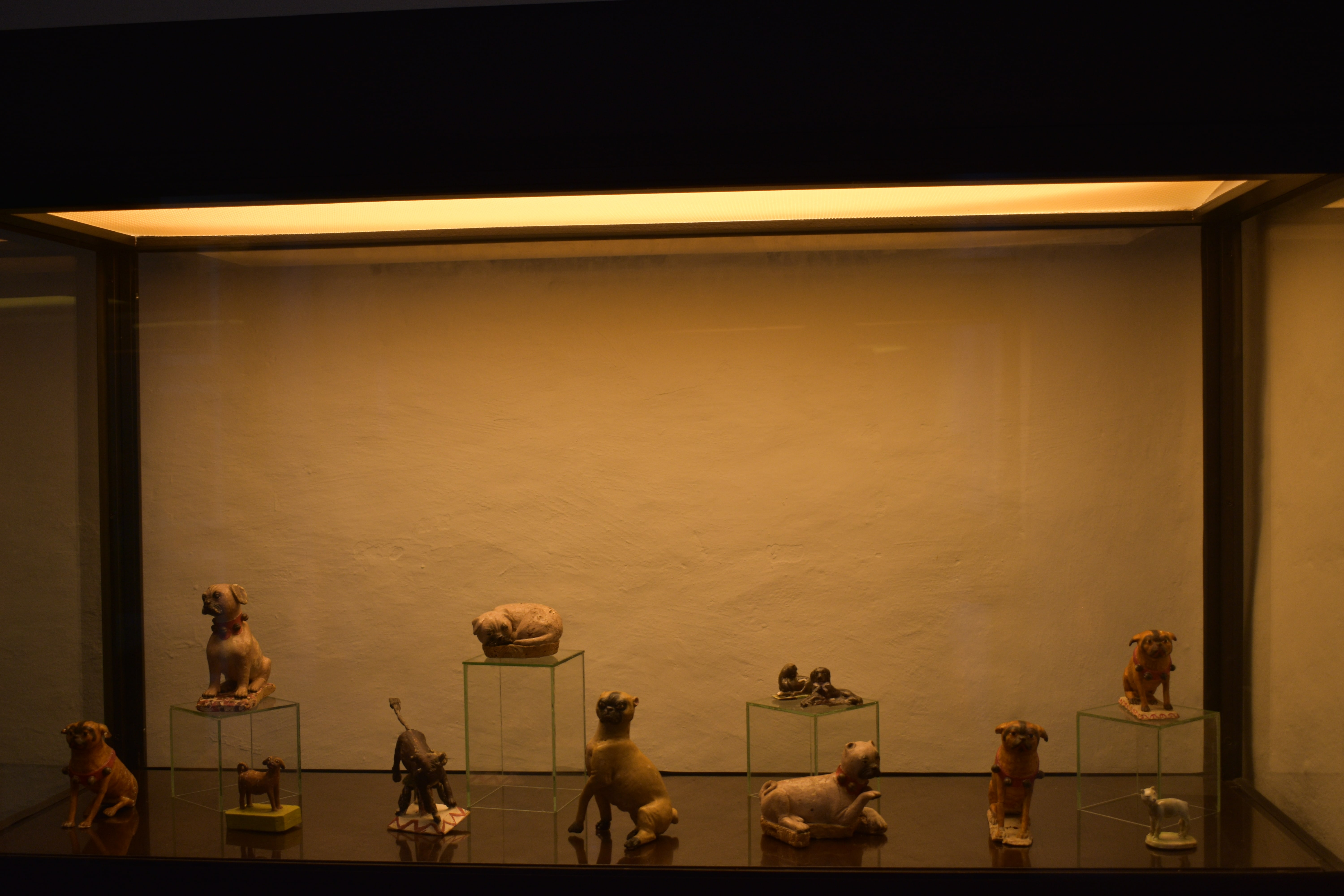
Perros tallados en madera del.

Las niñas que entraban al convento pertenecían, a las clases pudientes relacionadas en los últimos siglos con el comercio de Europa y tenían en sus casas juguetes de ese origen que llevaban consigo al convento para una residencia temporal o definitiva. El monasterio ha conservado algunos como los gruesos perros tallados en madera que parecen del siglo XIX, estos representaban a los primeros bulldog franceses que llegaban a Cuenca y que en aquella época lo francés era muy importante y era un símbolo de categoría y se diferenciaba de lo español;  muñecas francesas de principio del siglo XX con abrigos adornados de piel.
Estos juguetes permitían una estancia agradable a las niñas y jóvenes que ingresaban al convento pues alternaban los juegos con los rosarios y escapularios.

## Esculturas

#### San Miguel Arcángel

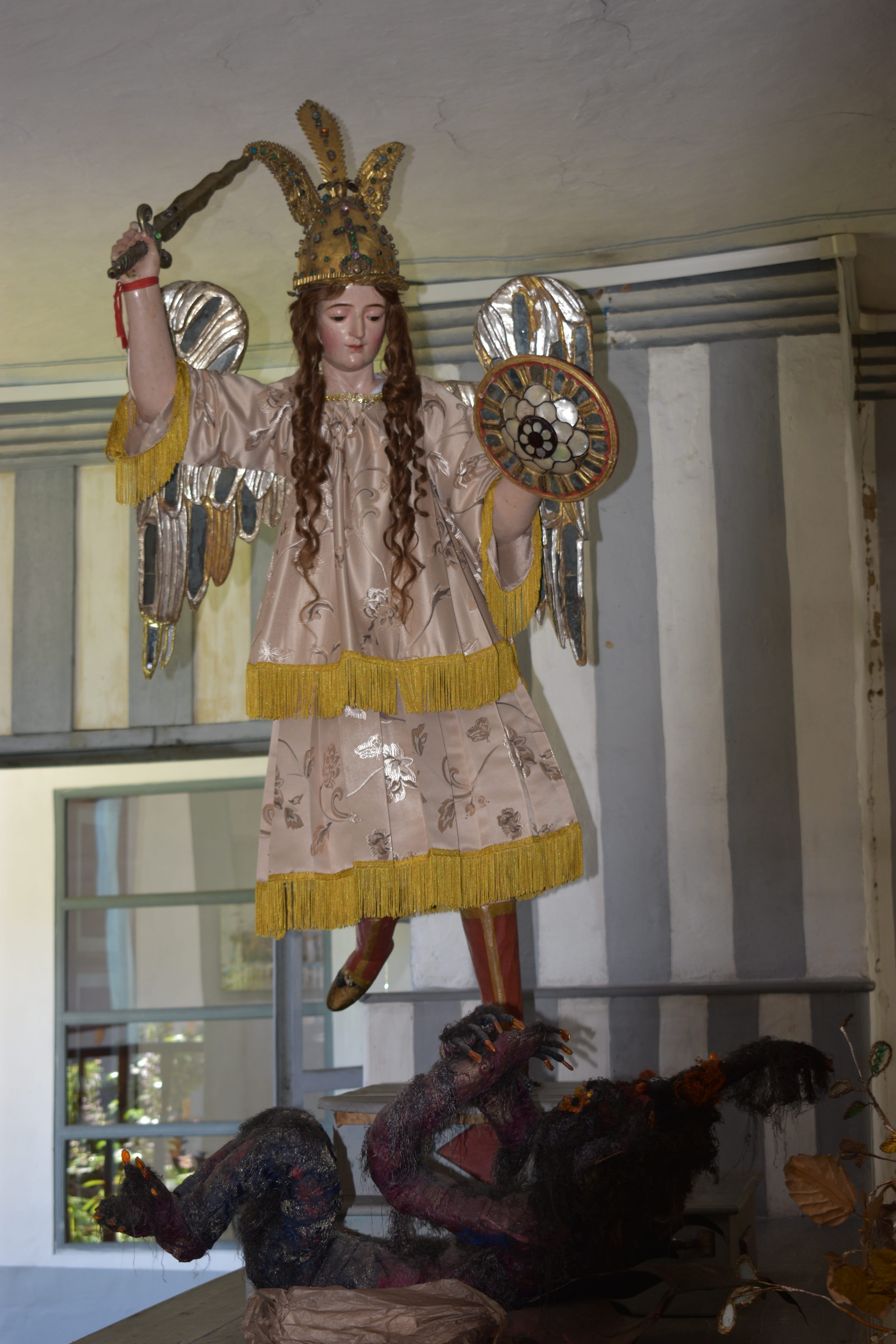
Figura de San Miguel Arcángel

El rostro de San Miguel Arcángel, una talla de regular tamaño del siglo XVII, está enmarcado por el pelo natural de alguna novicia. Tiene espada y morrión de plata labrada en la primera mitad del siglo XVII. Representa el arte barroco cuencano andino; viene de la escuela quiteña y de la escuela cusqueña. La figura de San Miguel Arcángel es la representación de imágenes que venían en estampas de Europa y los artesanos locales las realizaban con características andinas. San Miguel Arcángel es un guerrero que tiene en su cabeza un casco de guerrero europeo pero con plumas que representaban a los guerreros andinos. Las alas son hechas con pan de oro que representan a la cultura europea y contienen espejos que son símbolos de la cultura cañari y de esta manera se distinguían las esculturas del barroco quiteño. La escultura contiene concha spondylus que fue el primer elemento de intercambio de la cultura cañari es decir primera moneda andina. 
La escultura de San Miguel Arcángel es símbolo del sincretismo simbiótico que representa lo que es Cuenca hoy en día, es también la representación de una dulcificación que la madres tienen con la escultura. Todos los años las madres cambian de vestimenta a San Miguel y el cabello que tiene es de aquellas jóvenes que ingresan al convento, con estos se hacen pelucas para la escultura. 
La comunidad de Las Conceptas lo tenían como protector contra los ladrones. Esta figura constituye una imagen de veneración por parte de las madres, en su fiesta el 29 de septiembre lo colocan vestiduras elegantes y le rinden culto. Los fieles lo festejan dándole una serenata muy temprano y lo llevan en procesión alrededor del convento. Si las madres oyen alguno ruido en el Claustro, no se asustan pues ellas creen que San Miguel ronda por los corredores para protegerlas.

## Pinturas

### El Amparo

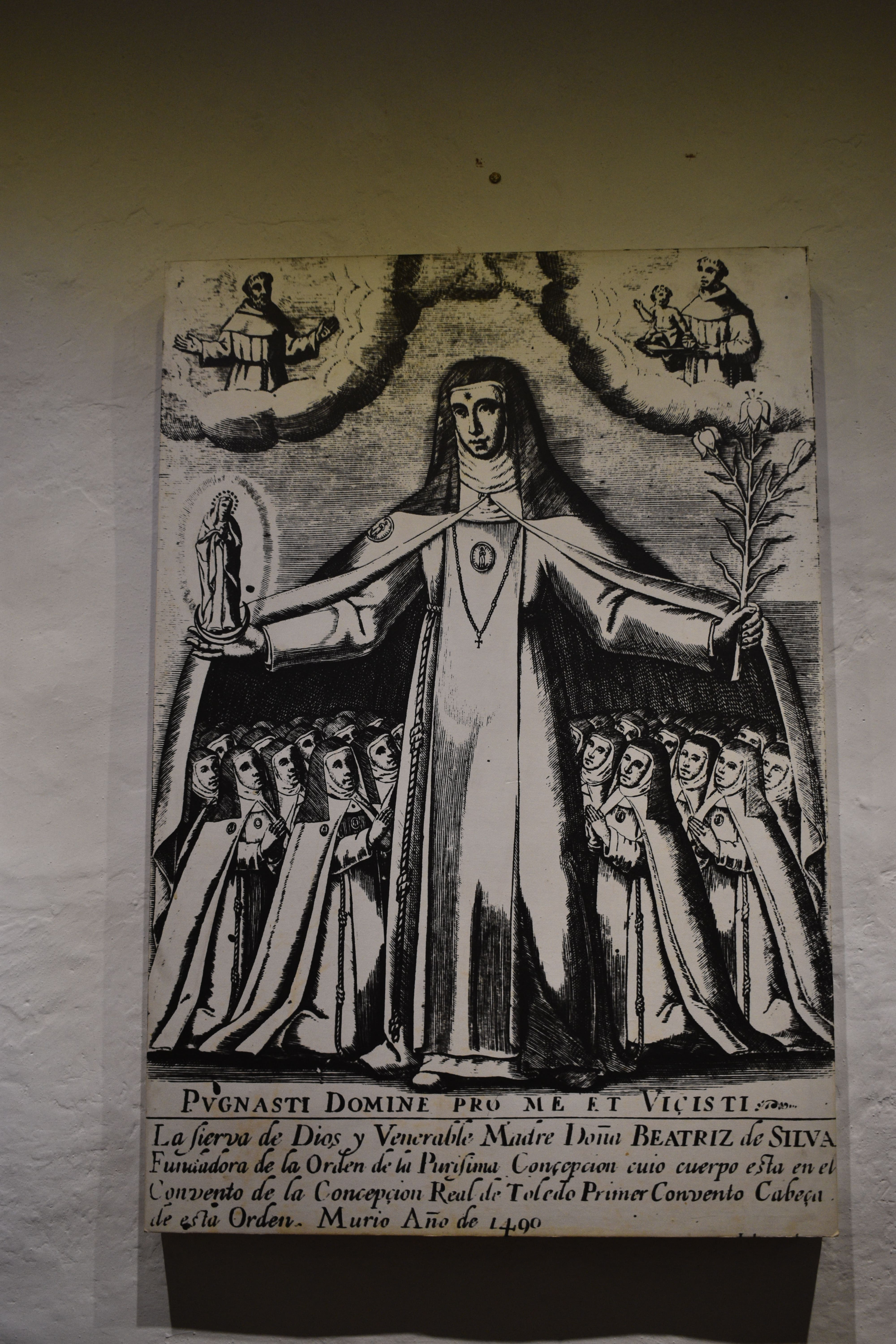
El amparo: Santa Beatriz da Silva

La iniciadora de la orden de las Conceptas fue Beatriz da Silva Meneses conocida como Santa Beatriz da Silva quien era una cortesana portuguesa, hija de Ruy Gómez da Silva e Isabel de Meneses. Santa Beatriz da Silva creció en una familia de raíces cristianas que educó a sus doce hijos con frailes franciscanos e incentivaron en ellos  la devoción  y amor a la Inmaculada Concepción.   
Beatriz permanecía en la corte de Tordesillas, como dama de Isabel de Portugal reina de Castilla. Beatriz era la dama más bella de la corte de Castilla y despertaba admiración de los caballeros de la época y por esta razón la reina decidió encerrarle dentro de un cofre. Durante su encierro Beatriz se encomendó a la Virgen María y gracias a esto presencio la visita de ella que venía a calmarla y salvarla de aquel encierro.Cuando Isabel de Portugal reina de Castilla regreso a mirar el cofre encontró a Beatriz viva y con un lirio en sus manos. La Virgen María le pidió a Beatriz fundar una orden de la Inmaculada Concepción. 
La imagen del amparo es el símbolo del pedido de la Virgen de establecer un refugió para  las mujeres, para aquellas que estaban indefensas y quienes iban a ser cuidadas y protegidas por Santa Beatriz, quienes serían acogidas en la nueva orden. Isabel la Católica fue quien ayudó a Santa Beatriz a cumplir su sueño de fundar la congregación.

### San Emigdio

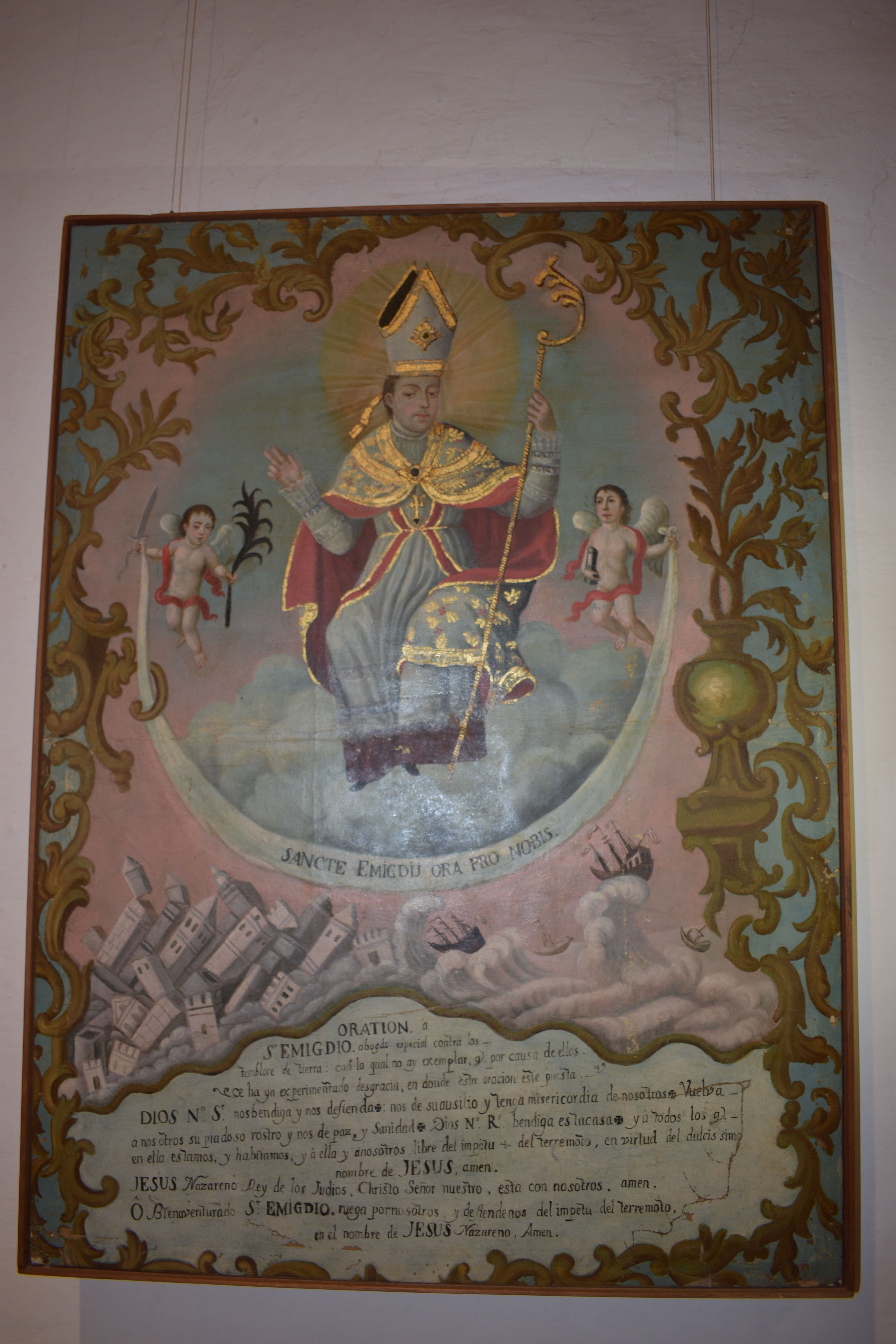
San Emigdio

Nacido en Tréveris, dentro de una familia pagana, a los veinte y tres años de edad, Emigdio se convierte al cristianismo. En Roma convirtió a muchos a la fe de Cristo, destruyó el altar pagano y echó al Tíber la estatua del dios. Por esto, fue perseguido por el prefecto de la ciudad; acudió ante el pontífice Marcelino, que le consagrará como obispo de Ascoli. Murió decapitado, por orden de Dioclesiano en el año 303 o 304.

### La Inmaculada Eucarística

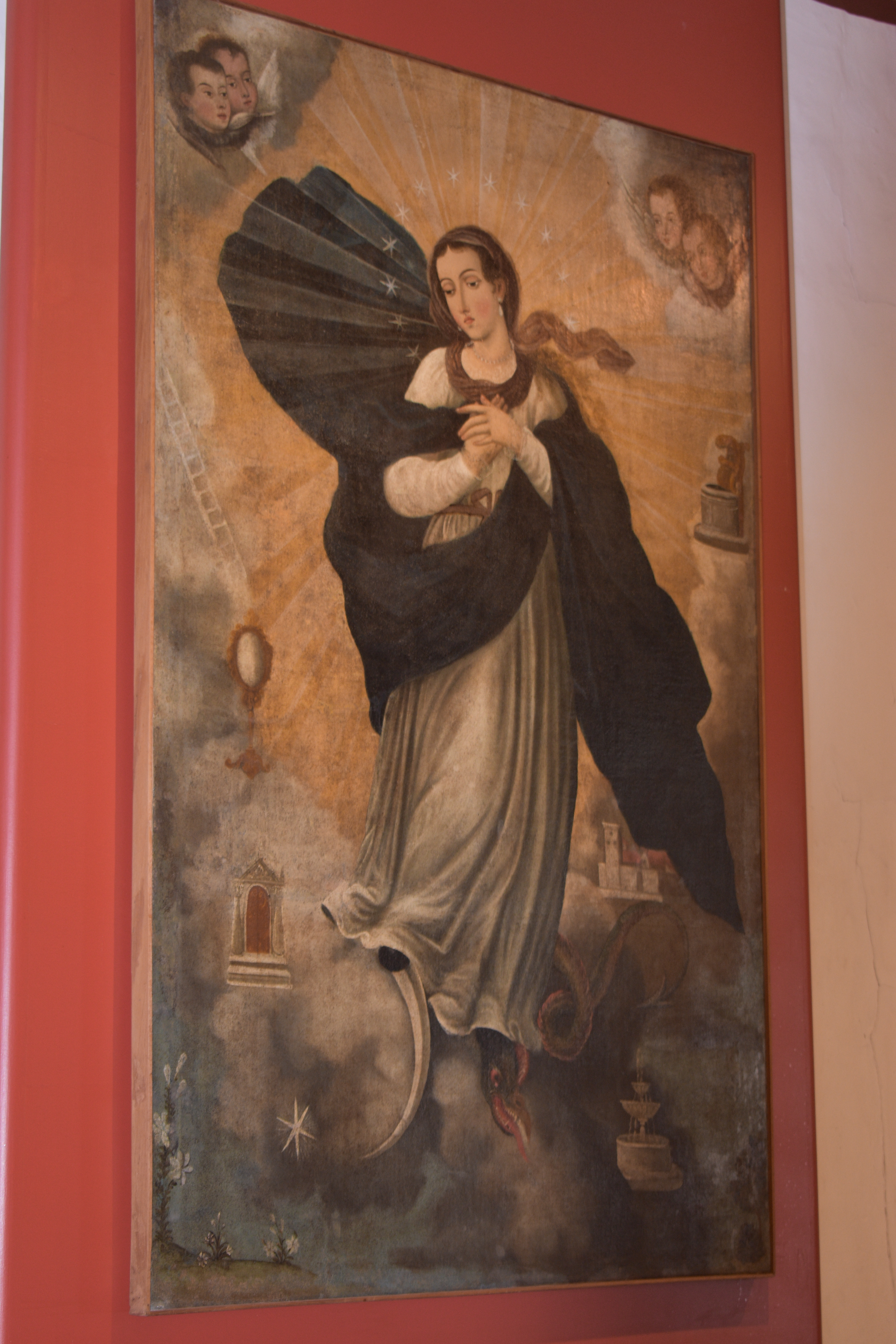
La Inmaculada Eucarística

Esta pintura se realizó en la Escuela Miguel de Santiago en el siglo XVlll. Fue pintada en óleo. Como podemos observar en la imagen, vemos a la virgen con la cabeza en alto, pero al mismo tiempo ligeramente inclinada en señal de humildad y respeto. La rodea una aureola de doce estrellas que representan los doce tributos de Israel. Cabe recalcar que la forma en la que virgen está representada en la pintura es conocida como Tota Pulcra.
Además, los símbolos que se encuentran alrededor de este cuadro son: 
1. Espejo: María es el espejo de Dios, pues ella fue elegida entre el resto de los seres humanos, que fuimos hecho a semejanza suya, para quedarse en su cuerpo luego de la anunciación.
2. Fuente y pozo: A la virgen María se le considera como un sinónimo de fertilidad máxima porque trajo al mundo a Jesús, de ahí la relación que se le adjunta con el agua, ya que al igual que la misma fecunda y purifica.
3. Escala: Dentro de la simbología mariana el término "Escala" llega a ser muy importante para los seres humanos ya que la misma representa la intersección mediante la cual los humanos llegamos al eterno.
4. Estrella matutina: Los primeros poetas que hablaron sobre la virgen María, fue en énfasis de su belleza es por esto que a la misma se la relaciona con el sol debido a su esplandor.
5. Puerta: Las letanías hablan de la virgen como la puerta del cielo por el mismo hecho de representar por nueve meses la casa de señor.
6. Torre de David: Debido a los tributos de belleza y armonía de ser la elegida Madre de Dios.
7. Árbol: En muchas plegarías se habla del cedro de Líbano que hace referencia a la virgen María. Esto se debe a que en aquellos tiempo el Templo de Jerúsalen fue construido con este tipo de material, por lo cual se consideró algo sagrado al igual que a la Madre de Dios.
8. Jardín o huerto: Como lo nombrado anteriormente, en este símbolo se vuelve a resaltar la fecundidad de la virgen. Además, la virgen era símbolo del nuevo Jardín del Paraíso, pues se dice que ella surgiría como el nuevo Edén.[6]

### Santa Mariana de Jesús

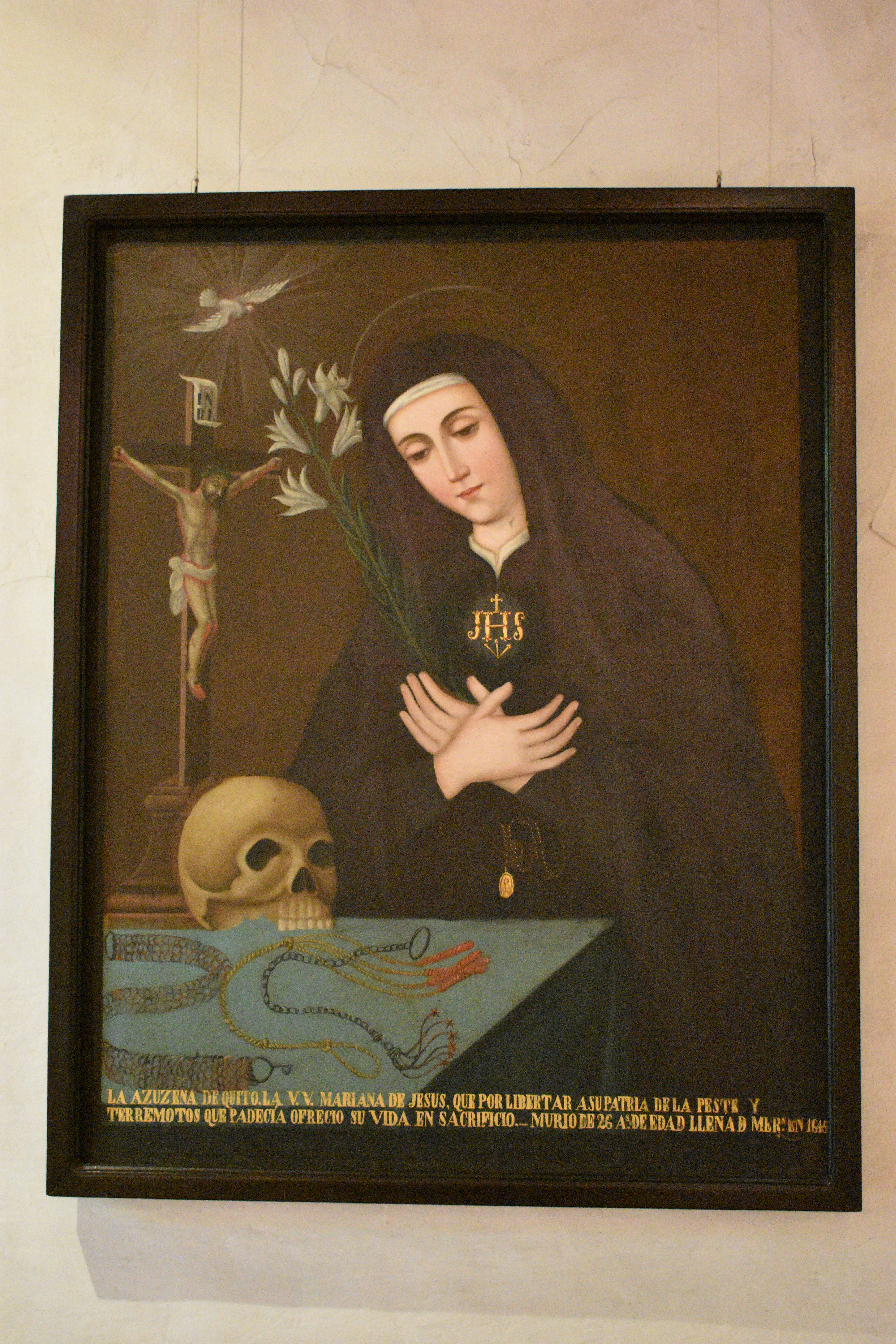
Santa Mariana de Jesús

Esta pintura fue realizada a óleo sobre lienzo por Hernando de la Cruz. Se pintó con las características del siglo XlX, y es probablemente retocado en el siglo XX. Santa Mariana de Jesús o también conocida como la Azucena de Quito es la primera Santa ecuatoriana. Nació en Quito en el año de 1618. Fue hija del español Jerónimo Flores Zenel de Paredes y de la quiteña Mariana Granoblres Jaramillo. Además, fue la última hija por lo que quedó huérfana y vivió junto a su hermana casada en la misma casa donde vivía con sus padres que actualmente es el convento de Carmen de San José.
Con relación a su creen Santa Mariana de Jesús no pertenecía a ninguna congregasión religiosa, razones por las cuales también considerada como la santa del hogar y del pueblo, sin embargo, por su apego a Jesús se la representa con símbolo de la orden de ese entonces. Incluso se recalca que esta santa ofrendó su vida a Dios con tal de calmar todos lo malos tiempos por los que en ese entonces estaba pasando la ciudad de Quito, Ecuador.  Como por ejemplo terremotos, erupciones volcánicas, pestes, entre otras. Por esta razón fue objetivo de culto por parte de la población luego de su muerte en 1645.

### La Genealogía Mariana

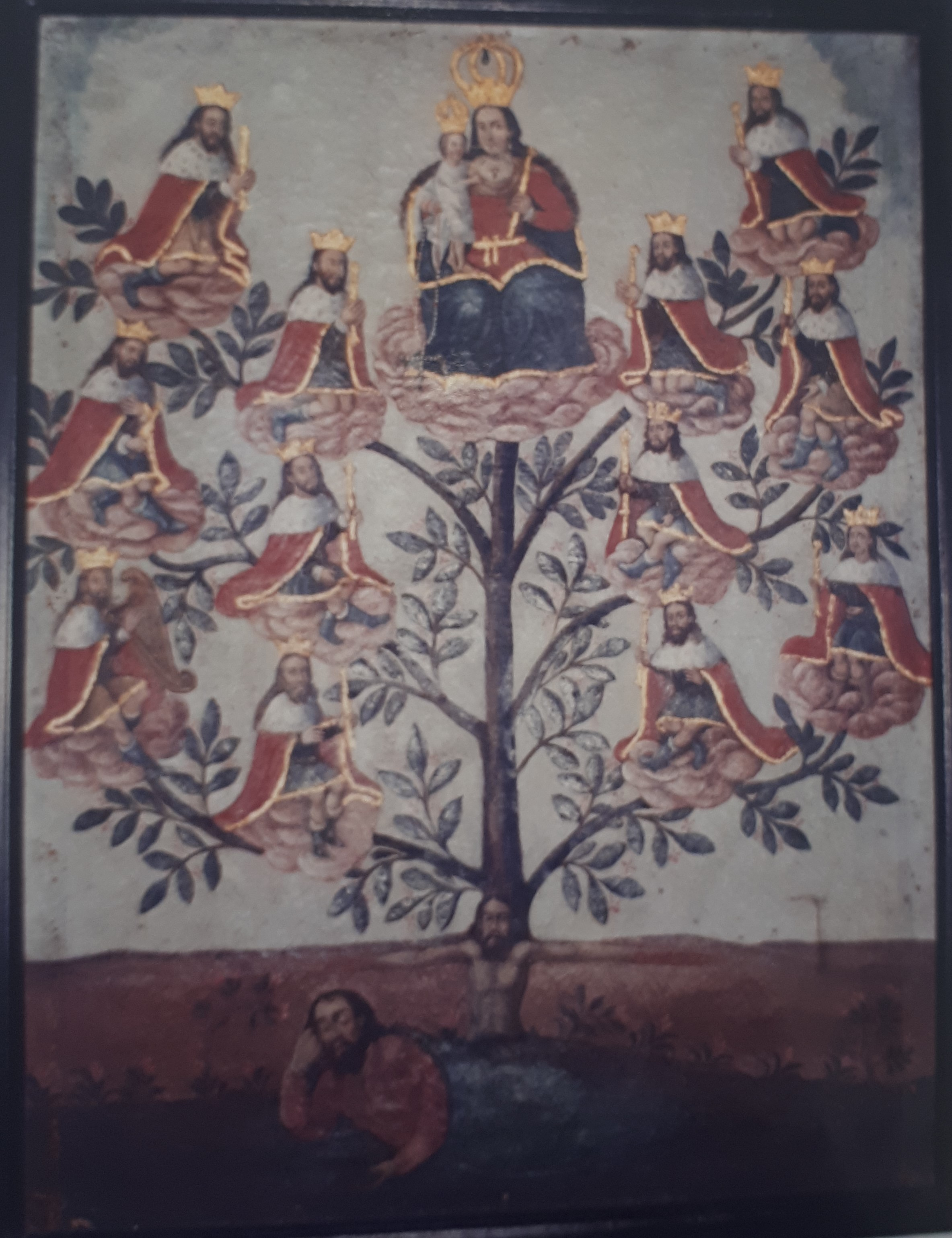
La Genealogía Mariana

Esta pintura fue realizada a óleo sobre lienzo. Debido a su fuerte utilización de rojo y azul podemos situar  a esta pintura en el siglo XVlll. En esta pintura podemos observar a la Virgen del Rosario sentada en la cima de un árbol y rodeada por varios santos. En su representación iconográfica encontraremos a la virgen portando un rosario u otras veces una rosa, ya que durante esta época también se la representaba a la misma con una rosa. En si esta pintura representa el sueño de "Jesé o Isai", padre de David, que recoge las profesías de Isaías y señalaba que " Y brotará una vara del tronco de Jesé y retoñara de sus raíces un vástago sobre el que reposará el espíritu de Yavéh" Para entenderlo mejor, Jesé es el personaje que se encuentra recostado en la parte de abajo de todo el árbol. El tronco del árbol y sus ramas están representados por  figuras masculinas. La figura masculina de la parte inferior, es decir, la parte inicial del tronco del árbol es Adán quien con sus brazos extendidos se pierden en la tierra. En la parte superior encontramos a María quien lleva en brazos a Jesús, cabe recalcal que ambos portan una corona real.  De cada lado del árbol se desprenden tres ramas y en cada una de ellas se encuentran dos reyes vestidos de forma similar a María. Todos portan coronas similares. Estas doce figuras en sí llegan a representar los doce reyes de Judá.

## Figuras

### Cristos Crucificados

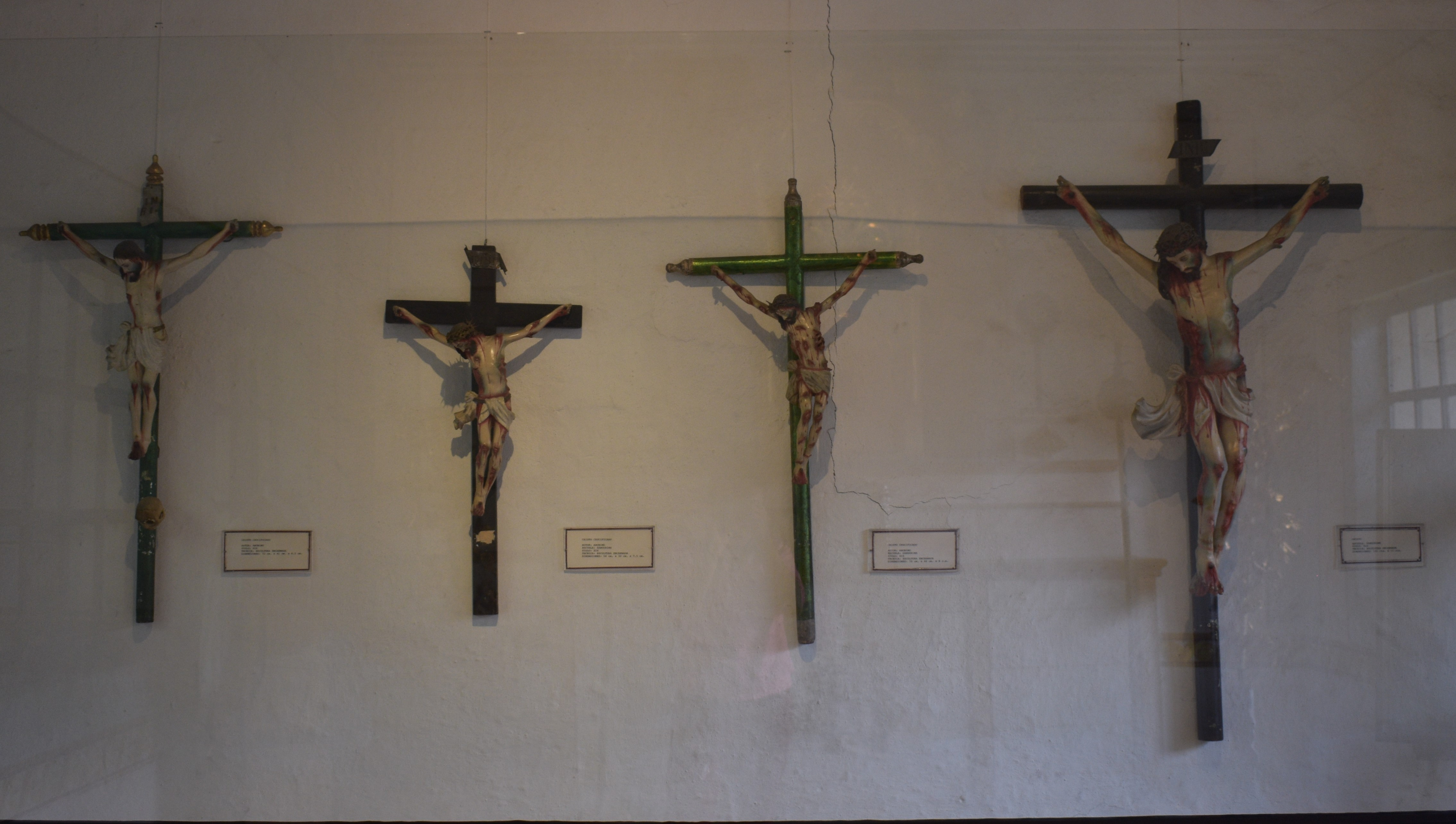
Cristos crucificados

Los tres primeros Cristos que podemos observar en esta foto llegan a pertenecer a la Escuela del conocido artista Gaspar Sanguríma, quien era de Cuenca, Ecuador. Los padres de Gaspar Sanguríma eran cristianos y pertenecían a la raza indígena. Este artista no sabía leer ni escribir debido a que no tuvo estudios teóricos, sin embargo, su pasión por el arte llegó a sobresalir. Además, se destacó en algunas áreas como era la joyería, herrería, carpintería, escultura, entre otros. Como se observa estas figuras tienen algunas llagas sangrantes, es decir heridas, la razón de esto es que se trataba de transmitir para la época el dolor de Jesús y así lograr el arrepentimiento por parte de los fieles al haber cometido algún tipo de pecado. Contando desde la derecha, el segundo Cristo crucificado es una escultura muy llamativa debido a que al mover ligeramente la Cruz podremos observar el movimiento del corazón de Jesús a través de sus costillas. Este tipo de figuras como la última nombrada eran también conocidas figuras milagrosas, ya que al hacer este tipo de acciones, la gente que no sabía sobre el mismo pensaban que eran señales que Dios les mandaba.

### El Calvario

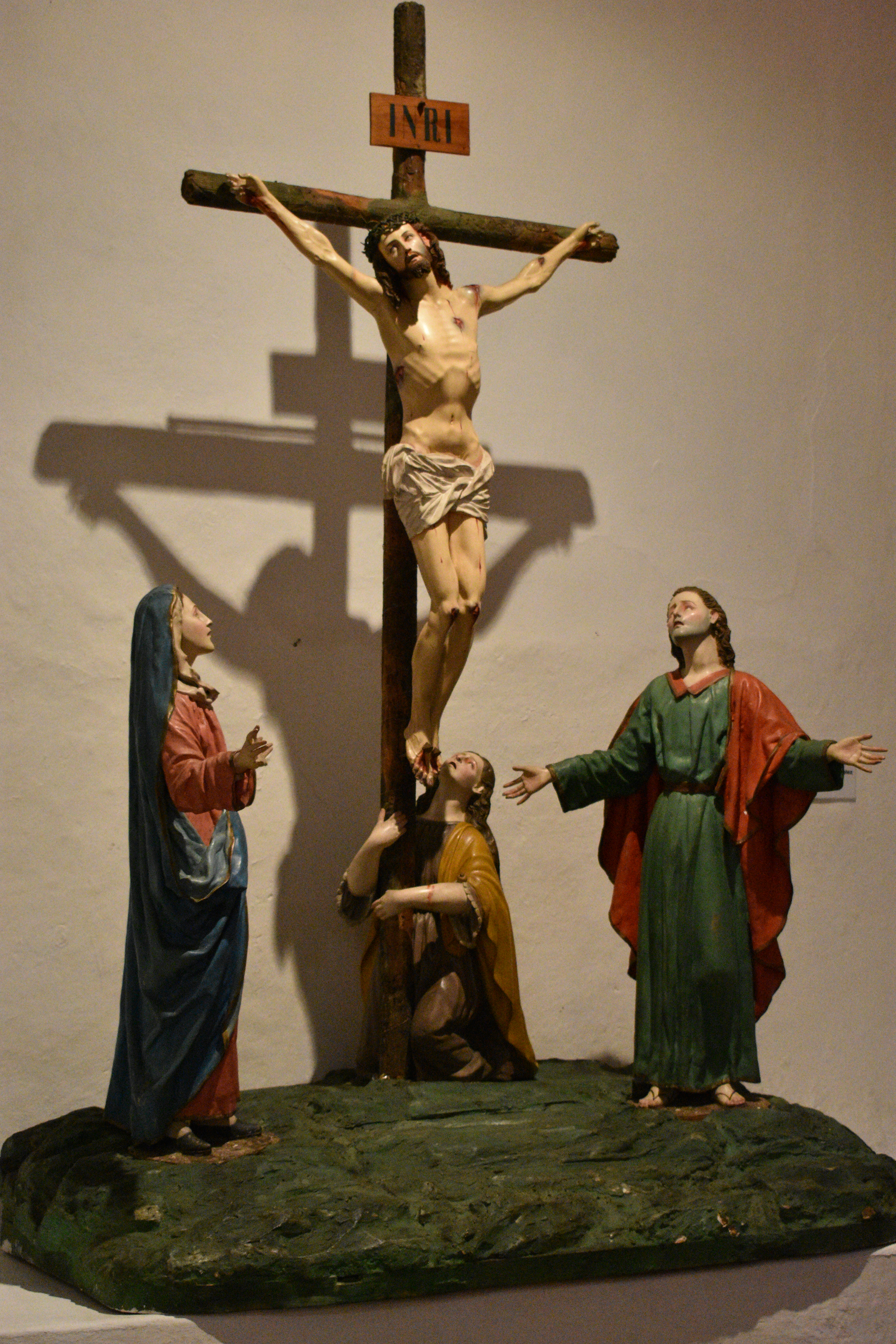
El calvario

Esta escultura fue hecha en el siglo XlX con una técnica de madera encarnada y policromada. Ésta pertenece a José Miguel Vélez quien fue un artista que se destacó tanto a nivel local como a nivel nacional. Este artista es perteneciente a Cuenca, Ecuador. En sí esta figura se llega a destacar de entre las demás debido a la perfecta anatomía de la misma. Si observamos bien la imagen podemos observar como se notan las venas del cuerpo de Jesús, su expresión que transmite el dolor al momento de su agonía, su cuerpo maltratado que ha sido bien demostrado, es decir, se ve natural y no de una manera exagerada. Además los detalles de su cuerpo y de su pelo.
Por otro lado, se dice que algunas veces José Miguel Vélez utilizaba los canutillos de las plumas para usarlos como uñas en las figuras y así darle una mayor naturalidad a las mismas. Además, lo interesante de esta escultura es que vista desde diferentes puntos Cristo se ve de diferente manera. Por ejemplo, si vemos el rostro de lado derecho podemos ver a un Cristo que está agonizando, pero si lo vemos de lado izquierdo podemos ver a un Cristo que ya está muerto. Este efecto se da debido a la anatomía de la escultura y el uso de la pintura que se da al mismo.

### La Divina Pastora

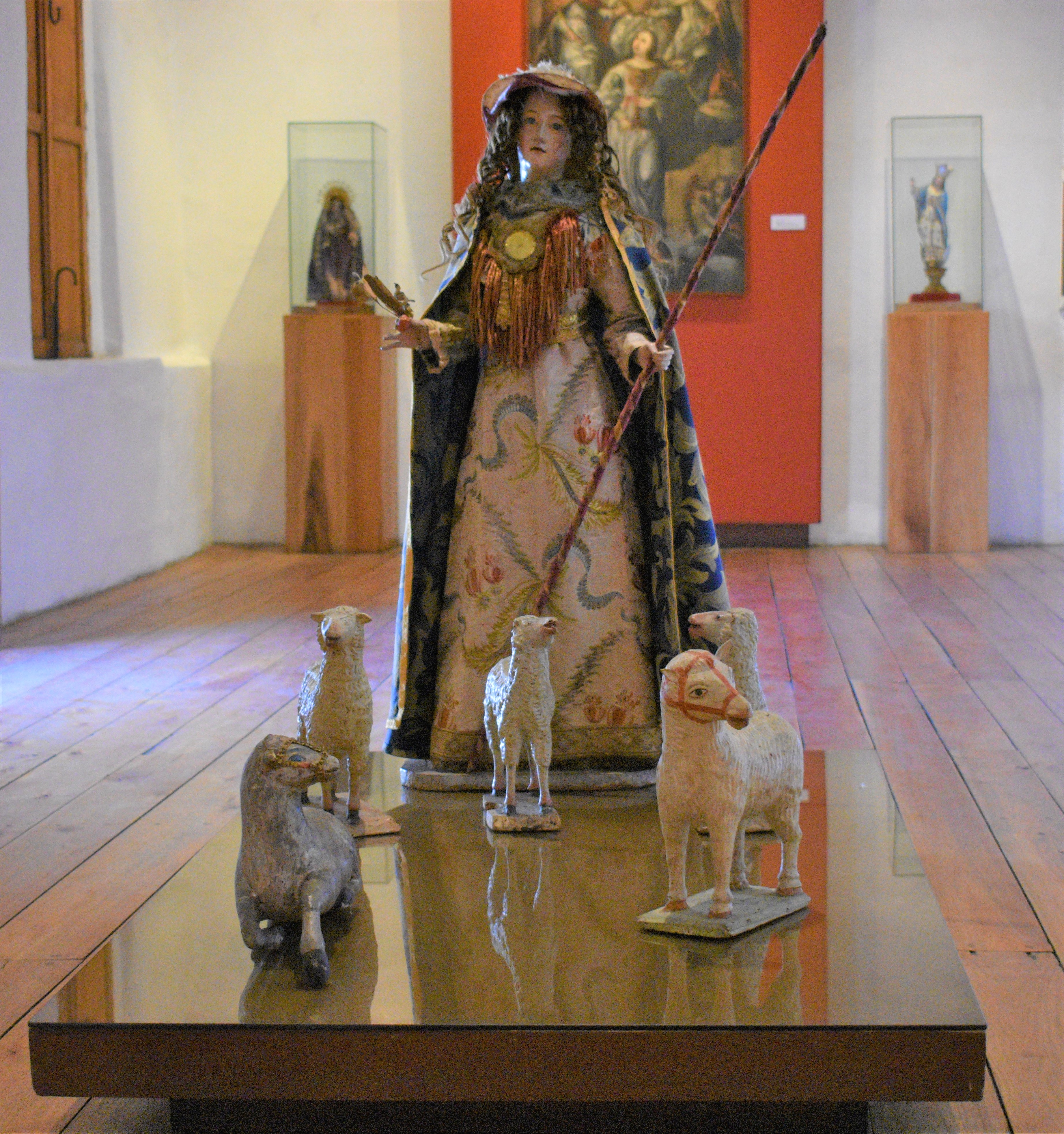
La Divina Pastora

Esta imagen se origina con la parábola evangélica del buen pastor en el siglo XVlll y se le aplica este nombre a la Virgen María debido a que la misma se le apareció al Padre Isidoro de Sevilla vestida de Pastora, y le pidió que se le dé a conocer en el mundo. Especialmente su culto y fe se expandió en Europa y América Latina. Esta imagen llega a representar el regreso de las ovejas descarriadas al redil. Lo interesante de esta imagen dentro del Museo del Monasterio de las Conceptas es que el pelo de la virgen, al igual que de algunas imágenes de los ángeles y arcángeles, es el pelo natural de las niñas que entran al convento.